# Hemistola distans
Hemistola distans är en fjärilsart som beskrevs av Sterneck 1927. Hemistola distans ingår i släktet Hemistola och familjen mätare. Inga underarter finns listade i Catalogue of Life.